# Chris Hughes
Christopher Hughes, detto Chris (Hickory, 26 novembre 1983), è un informatico statunitense, cofondatore di Facebook, insieme ai suoi colleghi dell'università di Harvard Mark Zuckerberg, Eduardo Saverin e Dustin Moskovitz.

## Biografia

### Infanzia ed istruzione
Chris Hughes cresce a Hickory (Carolina del Nord), come figlio unico di Arlen "Ray" Hughes, un venditore di carta, e Brenda Hughes, un'insegnante, di fede luterana. Consegue il diploma alla Phillips Academy di Andover (Massachusetts).
Nel 2006 si laurea Magna cum laude alla Università di Harvard.

### Carriera
È stato consulente per il sito della campagna presidenziale 2008 di Barack Obama, My.BarackObama.com.
Nel 2010 fonda Jumo, una rete sociale nata per permettere agli utenti di seguire cause umanitarie come ambiente, diritti umani, pace nel mondo etc. Il 17 agosto 2011 Jumo è acquisita dalla GOOD Worldwide Inc. di Los Angeles.
Nel 2012 Hughes acquisisce la quota aziendale di maggioranza della rivista politica di orientamento liberale The New Republic. La gestione di Hughes, pur animata da un progetto di rilancio della testata, è segnata da crescenti difficoltà: nel dicembre 2014, a seguito di alcuni licenziamenti e assestamenti dirigenziali decisi da Hughes, seguirono le dimissioni di un buon numero dei membri della redazione. Hughes decide di mettere in vendita la sua quota aziendale di The New Republic nel gennaio 2016, cedendola all'editore Win McCormack il 26 febbraio 2016.

## Vita privata
Nel 2010 viene nominato nella commissione dell'UNAIDS per la prevenzione del virus HIV.
Nel luglio 2012 sposa a New York il compagno Sean Eldridge.